# Jens Hundseid
Jens Falentinsen Hundseid (Vikedal, 6 de maio de 1883 – Oslo, 2 de abril de 1965) foi um fazendeiro, professor e político norueguês que serviu como Primeiro-Ministro da Noruega de março de 1932 até março do ano seguinte.